# Kuchnia belgijska

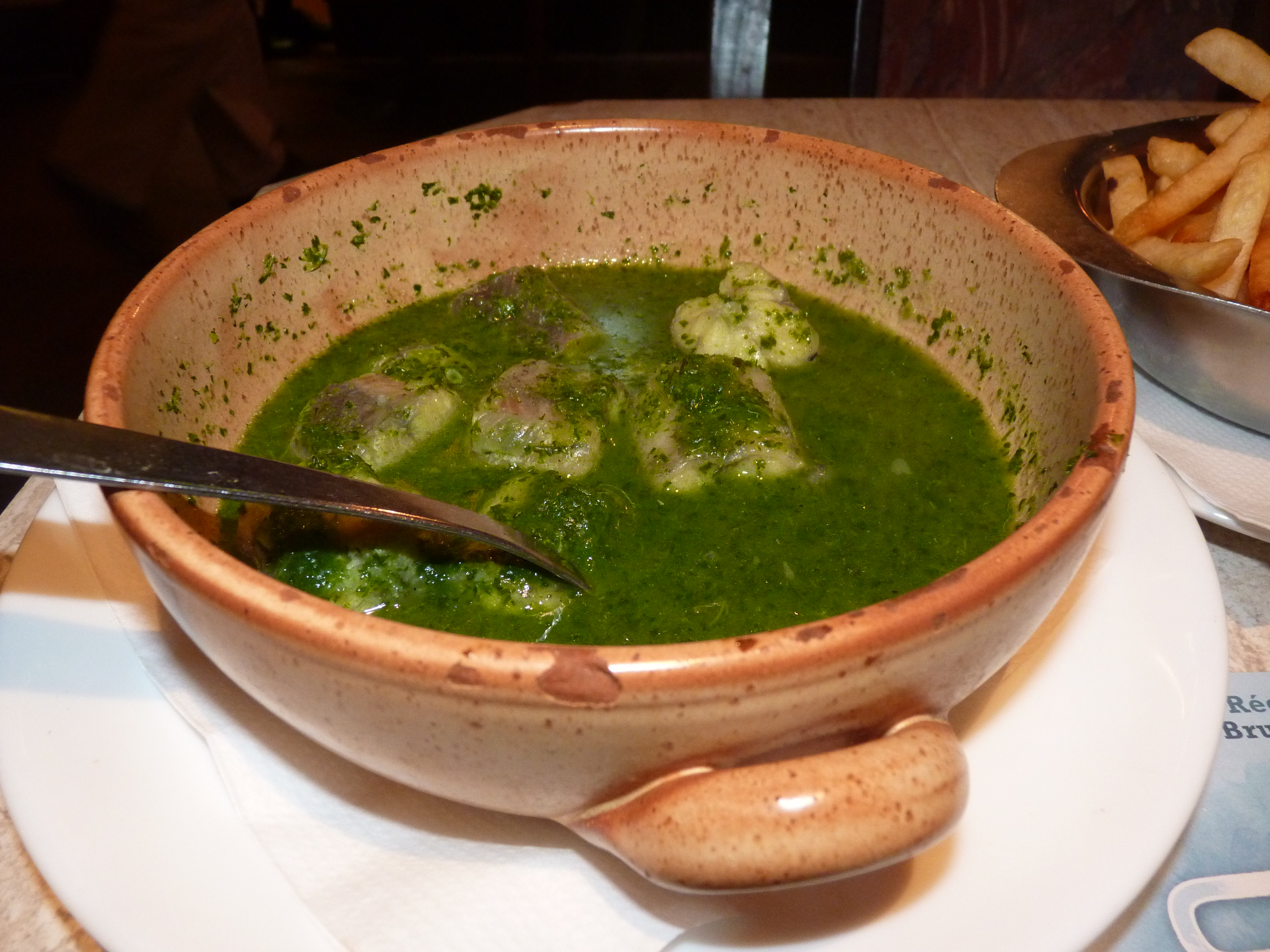
Anguille au vert

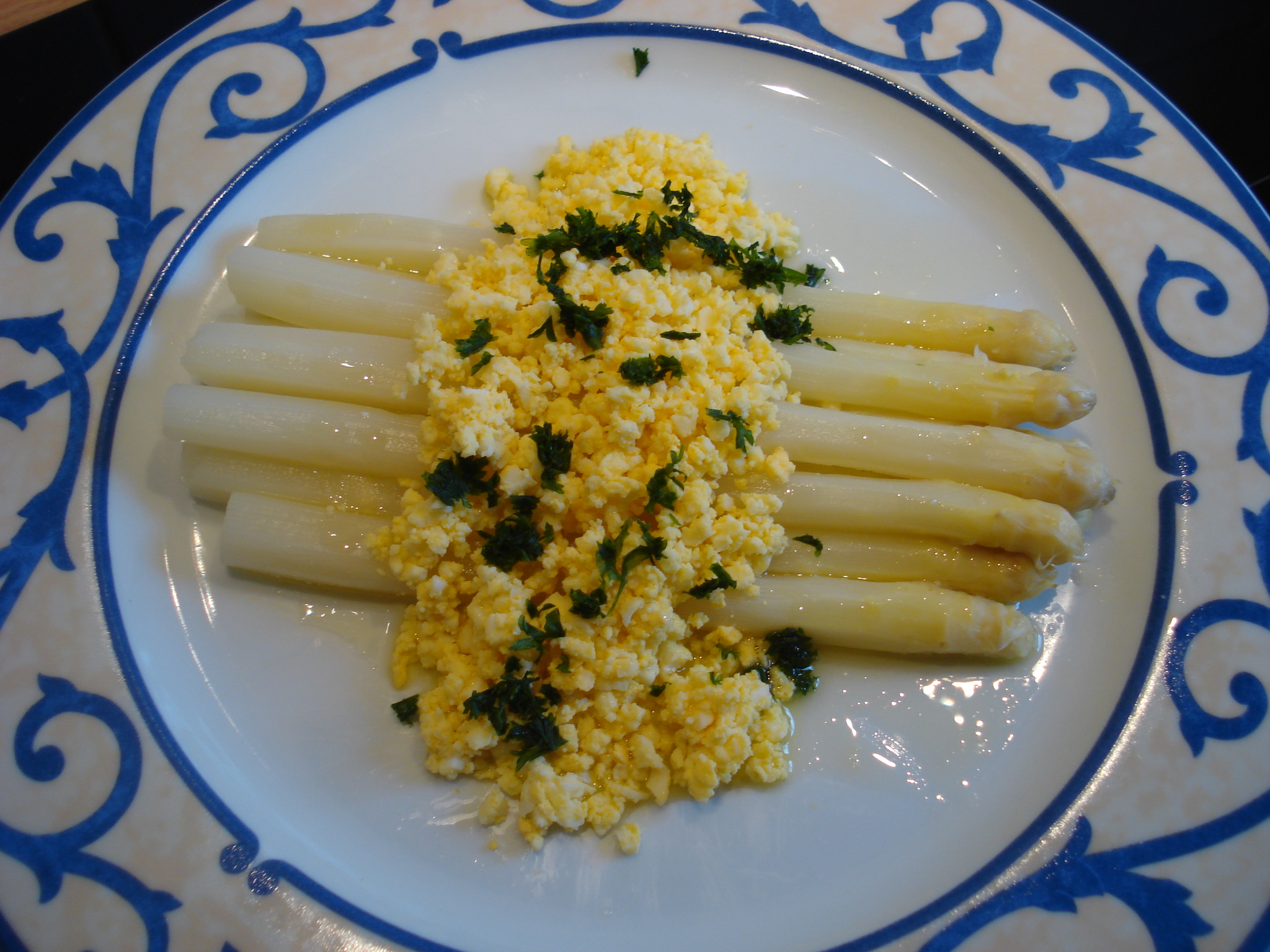
Szparagi po flamandzku

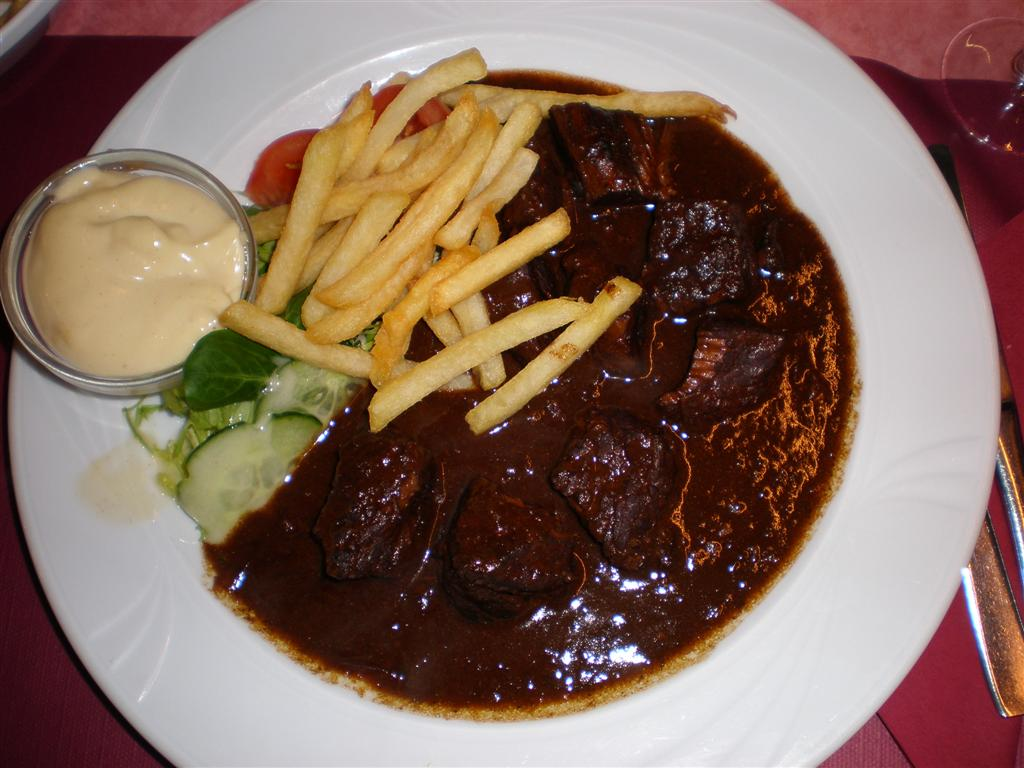
Potrawa carbonade flamande z frytkami

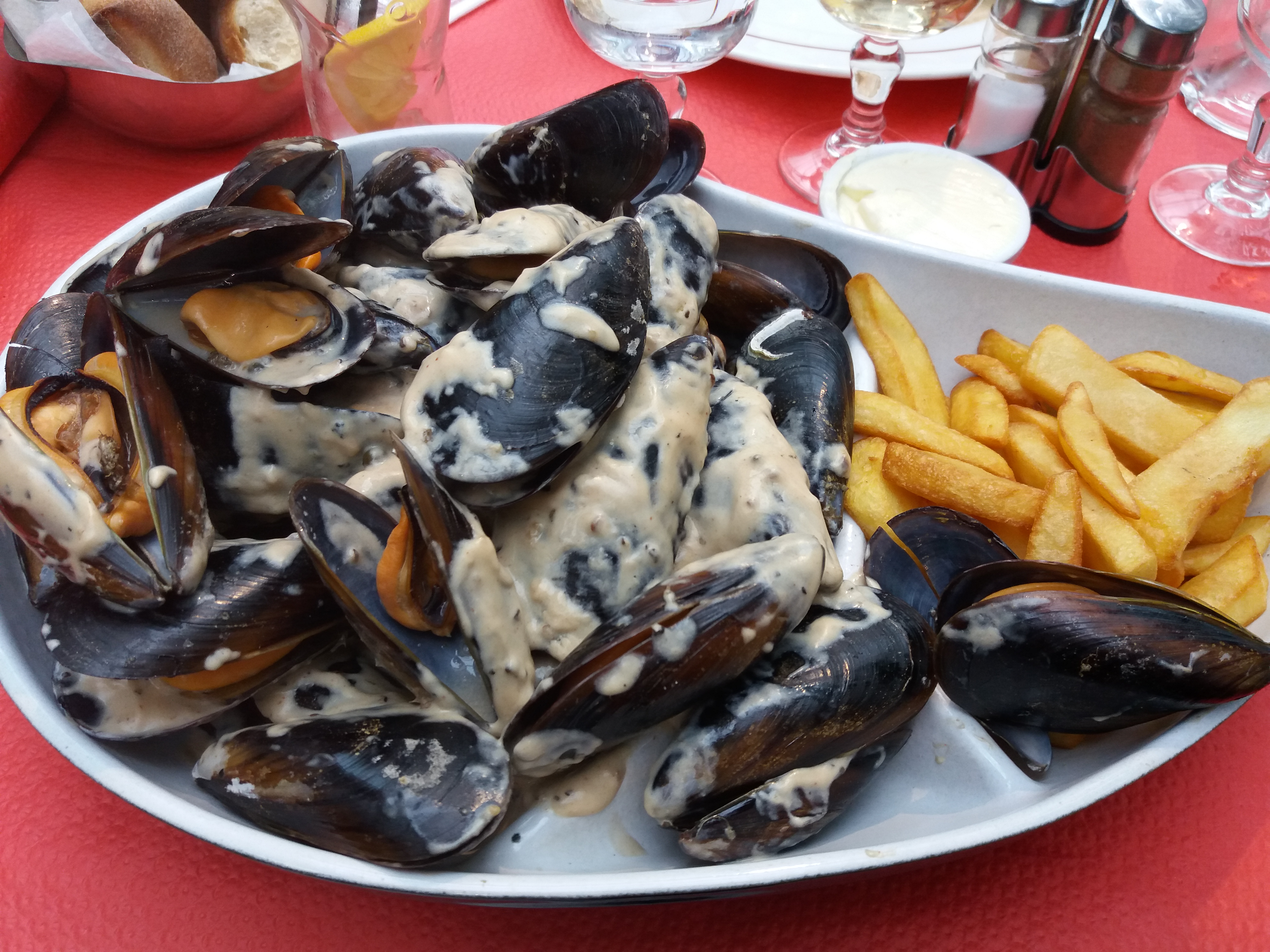
Mule z frytkami

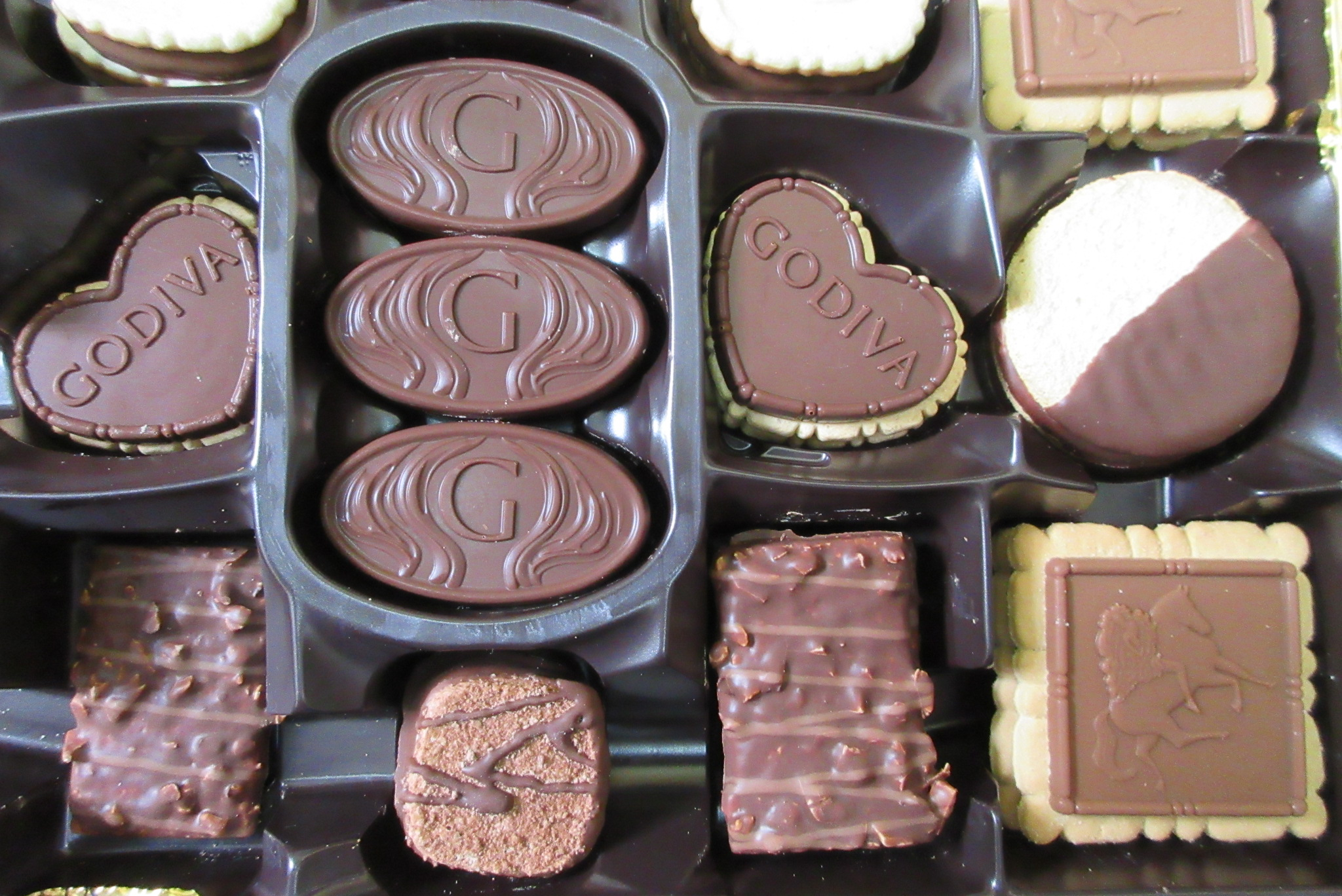
Belgijskie praliny

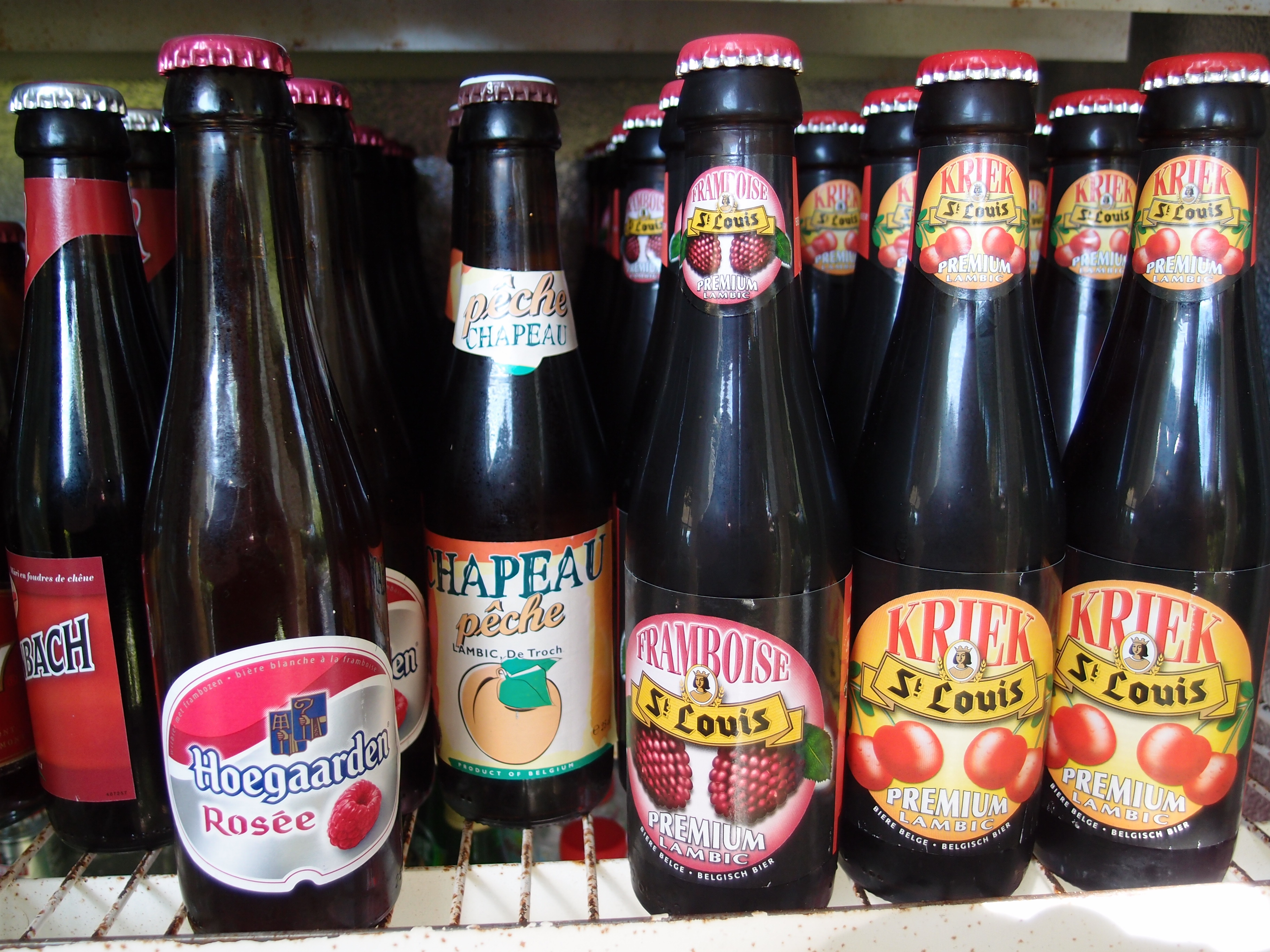
Piwa typu lambic

Kuchnia belgijska – termin obejmujący tradycje kulinarne wszystkich regionów współczesnej Belgii. Kuchnia upodabnia się coraz bardziej do kuchni francuskiej, jednak Belgowie zachowali wiele potraw należących do starych dań narodowych Flamandów lub Walonów. Belgowie od zawsze byli znani z tego, iż lubią jeść dużo i dobrze. Obrazują to między innymi obrazy szkoły flamandzkiej z XVII w. (Pieter Aertsen, Jacob Jordaens), przedstawiające głównie mieszczaństwo przy zastawionych stołach.

## Kerkmesse
Kerkmesse, czyli zabawy ludowe zwane kiermaszami to dla mieszkańców Belgii okazja do konsumpcji pokaźnych ilości jedzenia.

## Tradycyjne dania Belgów
Flandria to miejsce, które słynie z obfitości ryb i owoców morza. Można tam zjeść pomidory nadziewane krewetkami, oblane gęsto majonezem.
W Antwerpii króluje królik duszony w białym winie, z suszonymi śliwkami, Brabancja słynie z kiszek, które są sprzedawane na kiermaszach. Będąc w Liège, koniecznie trzeba spróbować szynki ardeńskiej z sałatką z fasolki szparagowej, ziemniaków, cebuli i skwarków wieprzowych, przyprawioną octem.
Belgowie spożywają dużą ilość ziemniaków, głównie w formie grubo krojonych frytek.
Jeśli chodzi o tradycyjne dania belgijskie, wśród nich króluje zupa belgijska (Potage belge), w której skład wchodzi m.in. wołowina, czerwona kapusta, cebula, jabłko i ziemniaki. Popularne Waterzooi to kurczak gotowany w rosole, zalany śmietanką, a wołowina duszona po flamandzku (Corbonade flamande) to wołowina w otoczce z cebuli, słoniny i piwa jasnego.
W tradycyjnych belgijskich książkach kucharskich można znaleźć również przepisy na kotlety wieprzowe z brukselką (Cotes de porc au chou de Bruxelles), gęś w sosie czosnkowym (L’oie a l’instar de Vise), nerki cielęce z jałowcem (Rognons de veau au genievre), zraziki mięsno-porowe (Boulettes de poireaux), suflet z cebuli (Souffle aux oignons), jabłka zapiekane (Pommes ou gratin) oraz węgorza na zielono (Anguille au vert), czyli węgorza ze szpinakiem, szczawiem, nacią pietruszki, tymiankiem i bazylią.

## Belgijskie piwa
W Belgii wytwarza się różne rodzaje piwa, a w szczególności piwa silnie alkoholizowane. Niektóre z nich w smaku przypominają wino.
Do głównych rodzajów piwa belgijskiego zaliczają się Lambic, „białe” piwa pszeniczne i wytrawne piwa czerwone i brązowe.
Lambic, czyli piwo o smaku wina, jest wytwarzane w okolicy Brukseli. Ma ono charakterystyczną cierpkość. Czyste piwo Lambic to piwo niemalże niegazowane, niesłodzone, niemieszane. Można go skosztować tylko w dwóch miejscach w Brukseli i kilku innych miejscach, w których jest produkowane.
Najsłynniejszym z białych piw jest Hoegaarden, w którego skład wchodzą biała pszenica i słód jęczmienny. Smaku i aromatu nadają mu także kolendra i skórka z pomarańczy.
Piwa brązowe wytwarzane są głównie na obszarach Flandrii Wschodniej. Klasyczne piwa tego typu charakteryzują się wyczuwalną słodyczą i cierpkością. Belgowie chętnie piją je do potrawy, jaką jest wspomniana wyżej duszona wołowina po flamandzku.
Piwa czerwone również produkowane są we Flandrii, natomiast w odróżnieniu od piw brązowych, wytwarza się je w części zachodniej. Są bardziej kwaśne, słabsze niż piwa brązowe. Smak i kolor zawdzięczają wielkim, drewnianym kadziom fermentacyjnym.
Piwa Saisons to piwa sezonowe, o charakterystycznym cytrusowo-pieprzowym smaku. Mają barwę pomarańczową, zbliżoną do bursztynu. Produkcją tego typu piw zajmują się małe, przypominające farmy browary, znajdujące się niedaleko zagłębia Borinage. Wśród piw sezonowych wyróżniają się: ostre Saison 1900 z browaru w Quenast, cierpkie Saison Silly oraz korzenne Saison de Pipoux.
Do lokalnych specjalności wlicza się wysokoprocentowe (11%), bardzo mocne Chateau/Rasteel z browaru Van Honsebrouck.

## Desery belgijskie

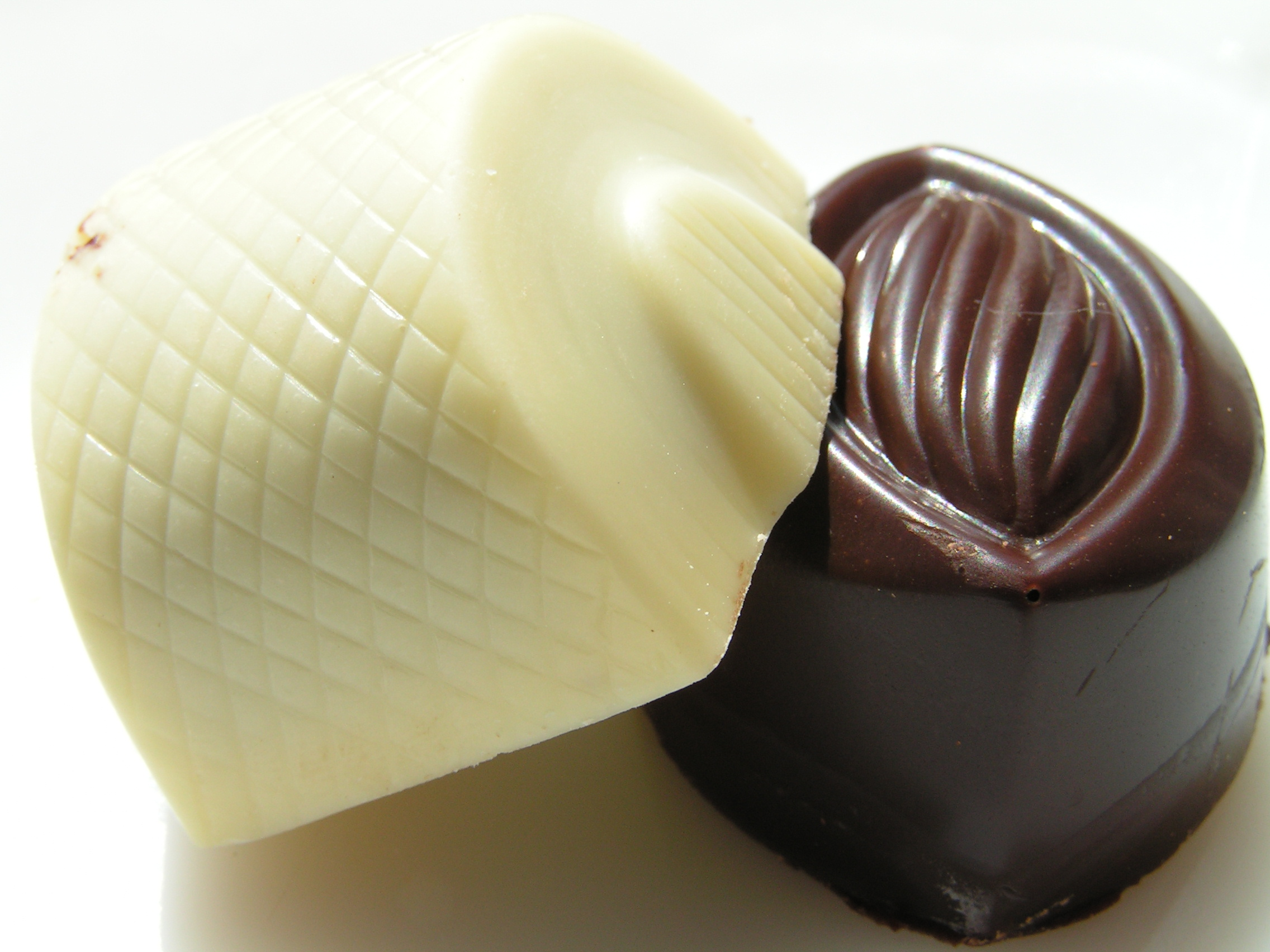
Pralinki belgijskie

### Czekolada belgijska
Belgijska czekolada zawdzięcza swój smak najwyższej jakości ziarnom kakao. W Brukseli pełno jest sklepów z ręcznie wykonanymi, czekoladowymi pralinkami o różnych kształtach i smakach. Oprócz pralin są czekoladki wypełniane likierami, karmelem, marcepanem i kandyzowane owoce w czekoladzie.

### Gofry
Belgia słynie z gofrów. Belgijskie gofry są aromatyczne, maślane, podawane bez dodatków. Sprzedawane są w powszechnych na terenie Belgii budkach z jedzeniem.